# Järnplanet

Storleksjämförelse av planeter med olika beståndsdelar

En järnplanet är en typ av planet som främst består av en järnrik kärna med lite eller ingen mantel.

### Fotnoter
1. ↑  Gillett, Stephen L. (1996). World-Building. Cincinnati, Ohio: Writer's Digest Books. sid. 173. ISBN 158297134X